# Кавалеры ордена Святого Георгия IV класса Ц
Кавалеры ордена Святого Георгия IV класса на букву «Ц» 
Список составлен по алфавиту персоналий. Приводятся фамилия, имя, отчество; звание на момент награждения; номер по списку Григоровича — Степанова (в скобках номер по списку Судравского); дата награждения. Лица, чьи имена точно идентифицировать не удалось, не викифицируются. Курсивом выделены кавалеры, получившие орден за службу в частях Восточного фронта Русской армии и Северной армии во время Гражданской войны.
- Цагурия, Ираклий Виссарионович; штабс-капитан; 27 марта 1918
- Цайс, Франьо; подпоручик; 30 июня 1917 (посмертно)
- Цамутали, Михаил Степанович; лейтенант; № 3273; 26 ноября 1816
- Цамутали, Николай Степанович; лейтенант; № 2038; 26 ноября 1808
- Царьев, Максим Осипович; подполковник; № 2838; 26 февраля 1814
- Царьков, Яков Гаврилович; прапорщик; 18 сентября 1917
- Цауне, Карл Анжевич; поручик; 11 сентября 1917
- Цац, Феодосий Иванович; капитан 1-го ранга; № 3045; 26 ноября 1816
- Цветков, Виктор Владимирович; капитан; 24 октября 1904
- Цветков, Корнилий Адрианович; подпоручик; 4 марта 1917
- Цветков, Пётр Андреевич; майор; № 10196; 26 ноября 1860
- Цветков, Сергей Иванович; штабс-капитан; 19 апреля 1917
- Цветков, Философ Алексеевич; прапорщик; 25 сентября 1917
- Цветницкий, Борис Александрович; поручик; 18 мая 1915
- Цветницкий, Павел Яковлевич; подполковник; № 9117; 26 ноября 1853
- Цвецинский, Адам Игнатьевич; генерал-майор; 11 августа 1877
- Цвецинский, Альфонс-Фортунат-Георгий Станиславович; подполковник; 26 января 1917
- Цвешко, Василий Васильевич; есаул; 6 января 1917
- Цвикевич, Иван Петрович; подпоручик; 28 июля 1917
- Цвиленев, Александр Иванович; полковник; № 2175 (962); 26 ноября 1809
- Цвиленев, Иван (Иванович?); подполковник; № 3580; 16 декабря 1821
- Цвиленев, Николай Викторович; капитан; 22 декабря 1915
- Цебриков, Александр Романович; капитан 2-го ранга; № 7250; 17 декабря 1844
- Цебриков, Владимир Иванович; полковник; № 4144; 25 января 1828
- Цебриков, Егор Иванович; капитан-лейтенант; № 5089; 3 декабря 1834
- Цебриков, Константин Романович; капитан 2-го ранга; № 7251; 17 декабря 1844
- Цёге-фон-Мантейфель, Анатолий Петрович; ротмистр; 13 октября 1916
- Цёге-фон-Мантейфель, Николай; полковник; № 1333; 26 ноября 1802
- Цёге-фон-Мантейфель, Николай Андреевич; подполковник; № 7247; 17 декабря 1844
- Цёге-фон-Мантейфель, Отто Петрович; подполковник; № 8476; 26 ноября 1850
- Цёге-фон-Мантейфель, Пётр Андреевич; подполковник; № 7238; 17 декабря 1844
- Цеддельман, Фёдор; полковник; № 1329; 26 ноября 1802
- Цеддельман, Иван Александрович фон; подполковник; № 313; 26 ноября 1780
- Цеддельман, Карл Карлович; капитан; № 6143; 3 декабря 1839
- Цезарский, Александр Семёнович; майор; 26 декабря 1877
- Цейдлер, Иван Богданович; подполковник; № 2300 (1007); 23 августа 1811
- Цеймерн, Николай Карлович фон; полковник; № 7757; 26 ноября 1847
- Цейнер; генерал-майор прусской службы; 9 мая 1871
- Целепи, Михаил Дмитриевич; капитан-лейтенант; № 3612; 16 декабря 1821
- Целле, Иван Алексеевич; секунд-майор; № 371; 26 ноября 1782
- Цемпка, Емельян Францевич; капитан; 31 июля 1917
- Центилович, Герасим Арсеньевич; капитан; № 8554; 26 ноября 1850
- Центилович, Константин Афанасьевич; подполковник; № 5796; 1 декабря 1838
- Центилович, Пантелей; майор; № 2352; 26 ноября 1811
- Цепелев, Алексей Иванович; поручик; 26 января 1917
- Цепринский-Цекавый, Николай Дементьевич; подполковник; 4 мая 1881 (по другим данным 24 января 1881)
- Церпинский, Антон Францевич; подполковник; № 4361; 19 декабря 1829
- Церетели, Давид Дмитриевич; поручик; 1 марта 1916
- Церетели, Давид Соломонович; подполковник; 18 мая 1915
- Церетели, Иосиф Дмитриевич; подпоручик; 30 декабря 1915 (посмертно)
- Церпитский, Константин Викентьевич; капитан; 29 декабря 1876
- Цеханович, Антон Иванович; майор; № 4493; 18 декабря 1830
- Цехановский, Игнатий Осипович; майор; № 7307; 17 декабря 1844
- Цеханский, Станислав; полковник; № 1506; 26 ноября 1803
- Цехонский, Иосиф Францевич; поручик; 1 апреля 1917
- Цивинда, Павел Тимофеевич; капитан; 25 сентября 1917
- Циглер, Иван Алексеевич; подполковник; 19 мая 1915
- Циглер, Иван Иванович; майор; № 116 (95); 12 мая 1771
- Циглер, Михаил Александрович; полковник; 23 мая 1916 (посмертно)
- Циглер, Николай Михайлович; поручик; 28 июля 1917 (посмертно)
- Циклауров, Григорий Семёнович; подполковник; № 5009; 3 декабря 1834
- Цилиакус, Иван; подполковник; № 10214; 26 ноября 1862
- Цимбалистов, Василий Васильевич; подполковник; № 8240; 26 ноября 1849
- Цимбалов, Сильвестр Семёнович; подпоручик; 25 мая 1916
- Цимбалов, Филипп Степанович; капитан-лейтенант; № 3419; 15 февраля 1819
- Циммерман, Аполлон Эрнестович; подполковник; № 9280; 4 января 1854
- Циммерман, Густав Христианович; премьер-майор; № 1208; 26 ноября 1795
- Циммерман, Егор Любимович; полковник; № 6717; 3 декабря 1842
- Циммерман, Михаил Фёдорович; полковник; № 2185 (972); 25 июля 1810
- Циммерман, Фёдор Христианович; секунд-майор; № 235 (195); 26 ноября 1774
- Циолковский, Станислав Тимофеевич; полковник; № 4805; 25 декабря 1833
- Цитен, Отто фон; капитан прусской службы; № 2944; 19 июля 1814 (de:Otto von Zieten (General, 1786))
- Цитлядзев, Георгий Павлович; генерал-майор; 5 мая 1878
- Цитлядзев, Павел Александрович; поручик; № 2441 (1074); 23 октября 1812
- Цихович, Януарий Казимирович; полковник; 26 апреля 1915
- Цицерон, Сергей Николаевич; подпоручик; 3 февраля 1916
- Цицианов, Иван Давидович; полковник; 26 августа 1916
- Цицианов, Михаил Ираклиевич; поручик, январь 1878
- Цонин, Андрей Семёнович; капитан; № 8794; 26 ноября 1851
- Цорих-фон-Монтекрето (Ксорих, Цорих-Монтекрето), Франц; полковник австрийской службы; № 2670; 9 сентября 1813
- Цорн, Михаил Павлович; майор; № 9446; 26 ноября 1854
- Цорн, Павел Васильевич; полковник; № 9685; 26 ноября 1855
- Цугулиев, Гавриил Моисеевич; подъесаул; 26 января 1917
- Цукато, Егор Гаврилович; секунд-майор; № 625 (309); 14 апреля 1789
- Цукато, Николай Егорович; генерал-майор; № 6690; 3 декабря 1842
- Цулукидзе, Георгий Давидович; полковник; 7 января 1916
- Цуриков, Афанасий Андреевич; генерал от кавалерии; 3 февраля 1915
- Цуриков, Василий Никифорович; подполковник; № 8042; 26 ноября 1848
- Цуриков, Виктор Алексеевич; подпоручик; 26 августа 1916
- Цур-Милен, Андрей Андреевич фон; полковник; № 5543; 29 ноября 1837
- Цурюпа, Павел; подпоручик; 9 мая 1919 (посмертно)
- Цыбизов, Николай Юлианович; подпоручик; 5 мая 1917 (посмертно)
- Цыганков, Николай Иванович; подполковник; № 8238; 26 ноября 1849
- Цызырев, Алексей Ильич; секунд-майор; № 69 (70); 1 ноября 1770
- Цызырев, Павел Александрович; подпоручик; № 828 (441); 25 марта 1791
- Цылов, Николай Иванович; подполковник; № 8726; 26 ноября 1851
- Цынский, Лев Михайлович; генерал-майор; № 5356; 6 декабря 1836
- Цырельников, Иван Спиридонович; полковник; 4 июля 1915 (посмертно)
- Цытович, Владимир Михайлович; полковник; 1 июня 1915
- Цытович, Георгий; подпоручик; 1 июня 1915 (посмертно)
- Цытович, Иннокентий Васильевич; капитан; 4 марта 1917
- Цытович, Иосиф Васильевич; полковник; № 8857; 1 февраля 1852
- Цытович, Эраст Степанович; генерал-майор; 1 января 1878
- Цявловский, Даниил Иванович; майор; № 4603; 16 декабря 1831